# Campeonato Mundial de Clubes de Voleibol Feminino de 2012
O Campeonato Mundial de Clubes de Voleibol Feminino de 2012 foi a sexta edição do torneio organizado anualmente pela FIVB. Foi disputado entre os dias 13 e 19 de outubro no Aspire Dome localizado na cidade de Doha- Qatar.
Pelo terceiro ano consecutivo Doha sedia o Campeonato Mundial de Clubes.

## Formato de disputa
As seis equipes serão dispostas em dois grupos de quatro equipes cujo sorteio ainda será realizado. Todas as equipes se enfrentarão entre si dentro de seus grupos em turno único. As duas primeiras colocadas de cada grupo se classificarão para a fase semifinal, na qual se enfrentarão em cruzamento olímpico, as tecerias colocadas de cada grupo serão eliminadas e classificadas em quinto lugar e sexto lugar. Os times vencedores das semifinais se enfrentarão na partida final, que definirá o campeão; já as equipes derrotadas nas semifinais decidirão a terceira posição.
Para a classificação dentre dos grupos na primeira fase, o placar de 3-0 ou 3-1 garantirá três pontos para a equipe vencedora e nenhum para a equipe derrotada; já o placar de 3-2 garantirá dois pontos para a equipe vencedora e um para a perdedora.

## Equipes participantes
As seguintes equipes foram qualificadas ou convidadas para a disputa do Campeonato Mundial de Clubes de 2012:
| Equipe               | País       | Qualificação                                          |
| -------------------- | ---------- | ----------------------------------------------------- |
| Kenya Prisons        | Quênia     | Campeão do Campeonato Africano de Clubes de 2012      |
| Bohai Bank Tianjin   | China      | Campeão do Campeonato Asiático de Clubes de 2012      |
| Fenerbahçe           | Turquia    | Campeão da Liga dos Campeões da Europa de 2012        |
| Lancheras de Cataño  | Porto Rico | Representante do NORCECA                              |
| Sollys/Nestlé/Osasco | Brasil     | Campeão do Campeonato Sul-Americano de Clubes de 2012 |
| Rabita Baku          | Azerbaijão | Convite                                               |

## Primeira fase
A  FIVB divulgou o resultado do sorteio de grupos e a tabela de jogos.

### Grupo A
Classificação
|     |                      |     | Jogos | Jogos | Jogos | Pontos | Pontos | Pontos | Sets | Sets | Sets  |
| Pos | Equipe               | Pts | T     | V     | D     | V      | P      | R      | V    | P    | R     |
| --- | -------------------- | --- | ----- | ----- | ----- | ------ | ------ | ------ | ---- | ---- | ----- |
| 1   | Sollys/Nestlé/Osasco | 6   | 2     | 2     | 0     | 172    | 131    | 1.313  | 6    | 1    | 6,000 |
| 2   | Rabita Baku          | 3   | 2     | 1     | 1     | 177    | 185    | 0.957  | 4    | 4    | 1,000 |
| 3   | Bohai Bank Tianjin   | 0   | 2     | 0     | 2     | 135    | 168    | 0.804  | 1    | 6    | 0.167 |

Resultados
- Horários UTC-06:00

| Data   | Hora  |                      | Placar |                      | Set 1 | Set 2 | Set 3 | Set 4 | Set 5 | Total | Relatório |
| ------ | ----- | -------------------- | ------ | -------------------- | ----- | ----- | ----- | ----- | ----- | ----- | --------- |
| 14 out | 10:00 | Sollys/Nestlé/Osasco | 3–0    | Bohai Bank Tianjin   | 25–13 | 25–14 | 25–20 |       |       | 75–47 | P2P3      |
| 15 out | 15:00 | Rabita Baku          | 1–3    | Sollys/Nestlé/Osasco | 25–22 | 20–25 | 19–25 | 20–25 |       | 84–97 | P2P3      |
| 16 out | 17:00 | Rabita Baku          | 3–0    | Bohai Bank Tianjin   | 25–17 | 25–13 | 25–6  |       |       | 75–36 | P2P3      |

### Grupo B
Classificação
|     |                     |     | Jogos | Jogos | Jogos | Pontos | Pontos | Pontos | Sets | Sets | Sets  |
| Pos | Equipe              | Pts | T     | V     | D     | V      | P      | R      | V    | P    | R     |
| --- | ------------------- | --- | ----- | ----- | ----- | ------ | ------ | ------ | ---- | ---- | ----- |
| 1   | Fenerbahçe          | 6   | 2     | 2     | 0     | 150    | 89     | 1.685  | 6    | 0    | MAX   |
| 2   | Lancheras de Cataño | 3   | 2     | 1     | 1     | 145    | 1618   | 0.090  | 3    | 4    | 0.750 |
| 3   | Kenya Prisons       | 0   | 2     | 0     | 2     | 128    | 173    | 0.740  | 1    | 6    | 0.167 |

Resultados
- Horários UTC-03:00

| Data   | Hora  |               | Placar |                     | Set 1 | Set 2 | Set 3 | Set 4 | Set 5 | Total | Relatório |
| ------ | ----- | ------------- | ------ | ------------------- | ----- | ----- | ----- | ----- | ----- | ----- | --------- |
| 13 out | 10:00 | Kenya Prisons | 1–3    | Lancheras de Cataño | 19–25 | 25–23 | 19–25 | 23–25 |       | 86–98 | P2P3      |
| 15 out | 10:00 | Fenerbahçe    | 3–0    | Lancheras de Cataño | 25–17 | 25–17 | 25–13 |       |       | 75–47 | P2P3      |
| 17 out | 17:00 | Fenerbahçe    | 3–0    | Kenya Prisons       | 25–14 | 25–17 | 25–11 |       |       | 75–42 | P2P3      |

## Fase final
- Horários UTC-03:00

|  | Semifinais          | Semifinais       |   |                     | Final             | Final |  |
|  |                     |                  |   |                     |                   |       |  |
|  | 18 de out - 10:00   |                  |   |                     |                   |       |  |
|  | Sollys/Nestlé       | 3                |   |                     |                   |       |  |
|  | Lancheras de Cataño | 0                |   |                     |                   |       |  |
|  |                     |                  |   |                     |                   |       |  |
|  |                     |                  |   |                     | 19 de out - 17:33 |       |  |
|  |                     |                  |   |                     | Sollys/Nestlé     | 3     |  |
|  |                     | Rabita Baku      | 0 |                     |                   |       |  |
|  |                     |                  |   |                     |                   |       |  |
|  |                     |                  |   |                     |                   |       |  |
|  |                     |                  |   |                     | Terceiro lugar    |       |  |
|  | 18 de out- 17:00    | 18 de out- 17:00 |   | 19 de out- 10:00    | 19 de out- 10:00  |       |  |
|  | Fenerbahçe          | 0                |   | Lancheras de Cataño | 0                 |       |  |
|  | Rabita Baku         | 3                |   |                     | Fenerbahçe        | 3     |  |

## Premiação
| Campeonato Mundial de Clubes de Voleibol Feminino de 2012 |
| Brasil                                                    |
| --------------------------------------------------------- |
| Sollys/Nestlé/Osasco Campeão (1° título)                  |

## Premiações Individuais
| MVP (Most Valuable Player) | Sheilla Castro       | Sollys Nestlé/Osasco |
| Melhor atacante            | Thaísa Menezes       | Sollys Nestlé/Osasco |
| Melhor bloqueadora         | Jessica Jones        | Lancheras de Cataño  |
| Melhor sacadora            | Angelina Hübner-Grün | Rabita Baku          |
| Melhor receptora           | Jaqueline Carvalho   | Sollys Nestlé/Osasco |
| Melhor líbero              | Camila Brait         | Sollys Nestlé/Osasco |
| Melhor defensora           | Camila Brait         | Sollys Nestlé/Osasco |
| Melhor levantadora         | Josefa Fabíola       | Sollys Nestlé/Osasco |
| Maior pontuadora           | Sheilla Castro       | Sollys Nestlé/Osasco |